# Nedostatek draslíku u rostlin

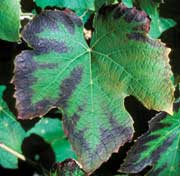
List rostliny trpící nedostatkem draslíku.

Nedostatek draslíku u rostlin je vážnou fyziologickou poruchou výživy rostlin. Projevuje se deformacemi listů, svinováním listů, okrajovými nekrózami a zkracováním internódií. Rostlina s nedostatkem draslíku hůře hospodaří s vodou a je ohroženější k napadení patogeny. Vzhledem k vlivu na hospodaření s vodou nedostatek draslíku u rostlin výrazně ovlivňuje řadu metabolických a fyziologických funkcí, které jsou spojené s poklesem výnosu i jeho kvalitou. Je snížena odolnost rostlin proti nízkým teplotám, suchu a podobně. U zelenin se snižuje jejich skladovatelnost a chuťové vlastnosti. Nižší je i obsah vitamínu C. U obilovin se snižuje pružnost stébla, což zvyšuje nebezpečí poléhání. Při nedostatku draslíku dochází zpočátku k mírnému poškození rostlin, které později může nabývat plošných a zřetelných projevů.

## Výskyt
Nedostatek draslíku u rostlin je nejčastější na lehkých, písčitých půdách, protože ionty draslíku (K+) jsou vysoce rozpustné a snadno se vyluhují z půdy bez koloidů. Nedostatek draslíku se také obyčejné projevuje ve vápenatých nebo rašelinných půdách s nízkým obsahem jílu. Lze se s ním také setkat u těžkých jílovitých půd se špatnou půdní strukturou, protože draslík ovlivňuje i koloidní komplexy v půdě.
Nedostatek je nejčastější u několika důležitých druhů ovoce a zeleniny – zejména brambor, košťálovin, rajčat, jablek, rybízu, angreštu, malin. Cukrová řepa, obiloviny a jetel bývají rovněž běžně postiženy nedostatkem draslíku.

## Příznaky
Typickými příznaky nedostatku draslíku v rostlinách patří hnědé suché nekrotické skvrny a svinutí listových špiček, stejně jako chlorózy (žloutnutí) mezi listovými žilkami. Čepele listů jsou úzké, okraje listů se stáčejí směrem dolů, list má zvlněnou formu (réva, solanaceae). Nekrózy listů se objevují od okrajů a rozšiřují se až ke střední ose. List u ovocných stromů neopadává. Fialové skvrny se mohou objevit také na spodní straně listů. Růst rostlin a kořene, vývoj semen a plodů se obvykle s nízkým příjmem draslíku snižuje. Často se nedostatek draslíku projevuje příznaky nejdříve na starších (nižších) listech, protože draslík patří mezi mobilní živiny, což znamená, že rostlina může přesunout draslík rychle do nových listů, když ho má nedostatek. Nemocné rostliny mohou být náchylnější k poškození mrazem a nemocemi a příznaky těchto poškození mohou být často zaměňována s poškozením větrem nebo suchem.
Nedostatek draslíku vyvolává změnu habitu rostlin – tvoří se rosetové stadium. Hlavní stonek není vzpřímený a dlouhý, ale zkrácený a vytváří boční výhony. Rostliny nabývají keřovitý nebo metlovitý vzhled (hrách, obiloviny, brambory, rajče jedlé). Příčinou je odumření hlavních výhonů od bazálních částí.
U brambor, je velikost hlíz mnohem menší a výnos je nízký. Listy této rostliny jeví jako matné a jsou často modrozelené barvy s chlorózou. Listy jsou malé. Objevují se tmavě hnědé skvrny na spodní a bronzový nádech na horních ploše listů.
U košťálovin jsou listy jsou modrozelené barvy a mohou mít nízký stupeň chlorózy. Suché nekrózy podél vnějších okrajů listů jsou běžné a listy jsou často hustě nahloučené, což je způsobeno pomalým růstem.
U rajčat jsou stonky dřevnaté a růst je pomalý. Listy jsou modrozelené barvy a plochy mezi žilkami jsou často vybledlé až bledě šedé barvy. Listy mohou mít také bronzový vzhled a na listech se objevují žluté a oranžové skvrny. Plody dozrávají nerovnoměrně a někdy mají zelené skvrny v blízkosti stonků.
U jablek jsou listy nekrotické a suché na okrajích, a mají chlorózu mezi cévními svazky. Plody jabloní mají často mírně kyselou nebo dřevnatou chuť.
U angreštu, rybízu a malin dochází běžné k odumírání prýtů a postranních větví. Přestože rostlina může v raných fázích nedostatku draslíku vytvářet mnoho květních pupenů, výnosy plodů jsou nízké a plody jsou nekvalitní. Při špatném zásobení draslíku jsou květy předčasně shazovány. Semena a plody jsou zakrnělé.

## Úloha draslíku v rostlinách
Hlavní úlohou draslíku je poskytnout odpovídající iontové prostředí pro metabolické procesy v cytosolu, a spolupůsobí například i jako regulátor různých procesů včetně regulace růstu. Rostliny potřebují ionty draslíku (K+) pro syntézu bílkovin a pro otevírání a zavírání průduchů, který je regulován protonovou pumpou tak, aby buňky průduchů byly buď napjaté nebo ochablé. Nedostatek iontů draslíku může poškodit schopnost rostliny regulovat tyto procesy. Draslík zasahuje do tvorby cukru a do syntézy škrobu, v jiných fyziologických procesech, jako je fotosyntéza, syntéza proteinů, což se projevuje při transportu a přeměnách vytvořených cukrů. Draslík se účastní aktivace některých enzymů, přepravy rozpuštěných látek a asimilátů cévními svazky a v rovnováze kationtů a aniontů v buňce.
Právě vysoká respirace listů je typickým projevem draslíkové deficience. Nedostatek draslíku snižuje syntézu organických látek a zvyšuje respiraci, čímž se omezuje energetický stav rostliny. Při nedostatku draslíku je omezen transport cukrů z listů do bulev u řepy cukrovky a zvyšuje se obsah redukujících cukrů, a tím je blokován citrátový cyklus. Důsledkem toho je narušení syntézy sacharidů, tvorba tenčích buněčných stěn, řidších pletiv, a tím je snížena odolnost obilovin proti poléhání i ochrana proti parazitům.

## Vliv nedostatku draslíku na odolnost rostlin vůči patogenům
U mnoho druhů rostlin nedostatek draslíku způsobuje, že jsou náchylnější k poškození mrazem a některým chorobám, než rostliny s odpovídající hladinou draslíku. Zvýšená odolnost vůči nemocem spojená s odpovídajícími draslíku naznačuje, že draslík má úlohu v poskytování imunitě rostlin a zvýšením hladiny draslíku dostatečných rostlin bylo prokázáno, že snižuje intenzitu mnoha onemocnění. Nicméně, rostoucí koncentrace draslíku nad optimální úroveň neposkytuje větší imunitu.

## Ochrana rostlin

### Prevence
Vápněním kyselých půd se zvýší schopnost omezit vyplavování draslíku z půdy. V dlouhodobém horizontu by struktura půdy by měla být zlepšována přidáním kompost nebo hnoje.

### Ošetření při výskytu
Použití hnojiv s obsahem draslíku. Pro zajištění účinku je třeba adekvátní vlhkosti půdy.